# زویاهل
زویاهل (به اوکراینی: Звягель) شهری در استان ژیتومیر در کشور اوکراین است. جمعیت این شهر ۵۵,۴۶۳ نفر (۲۰۲۱ تخمینی) است. نام پیشین این شهر نوووهراد-وولینسکیی بوده‌است.

## جغرافیا
شهر زاودسکه در شمال منطقه پولتاوا در محل تلاقی رودخانه های سولا و آرتوپلوت در منطقه جنگلی-استپی اوکراین در فاصله ۱۲ کیلومتری شهر لوخویتسی و ۱۶۰ کیلومتری شهر پولتاوا قرار دارد. خط راه آهن باخماچ-کرمنچوک راه آهن جنوب با ایستگاه سولا از شهر می گذرد. (تا سال ۱۹۶۲، ایستگاه کارخانه قند استالینسکا). وسعت این شهر ۱۲۵۹ هکتار و جمعیت آن ۸۰۵۳ نفر است. آب و هوای معتدل قاره ای دارد.

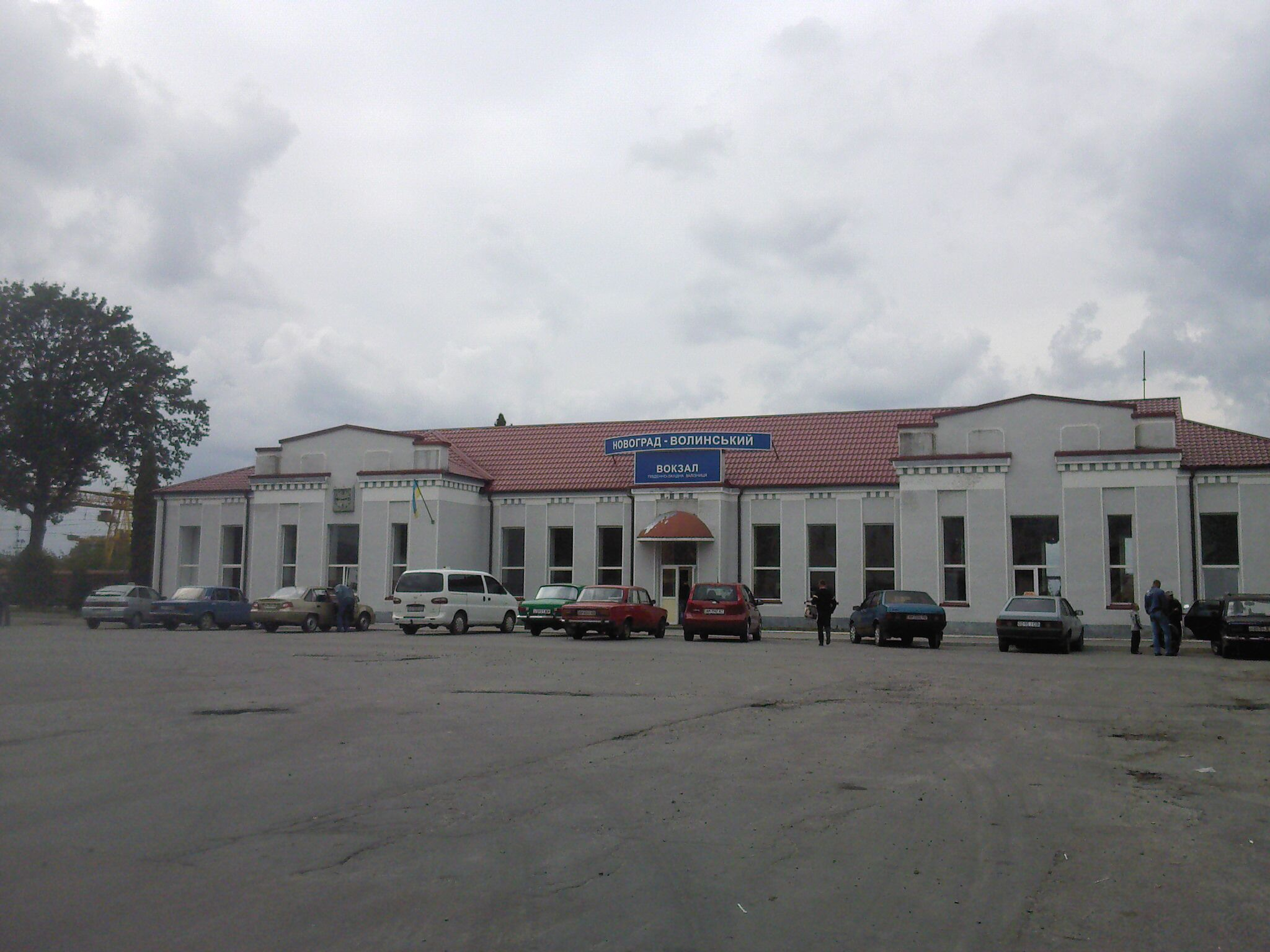
ایستگاه قطار
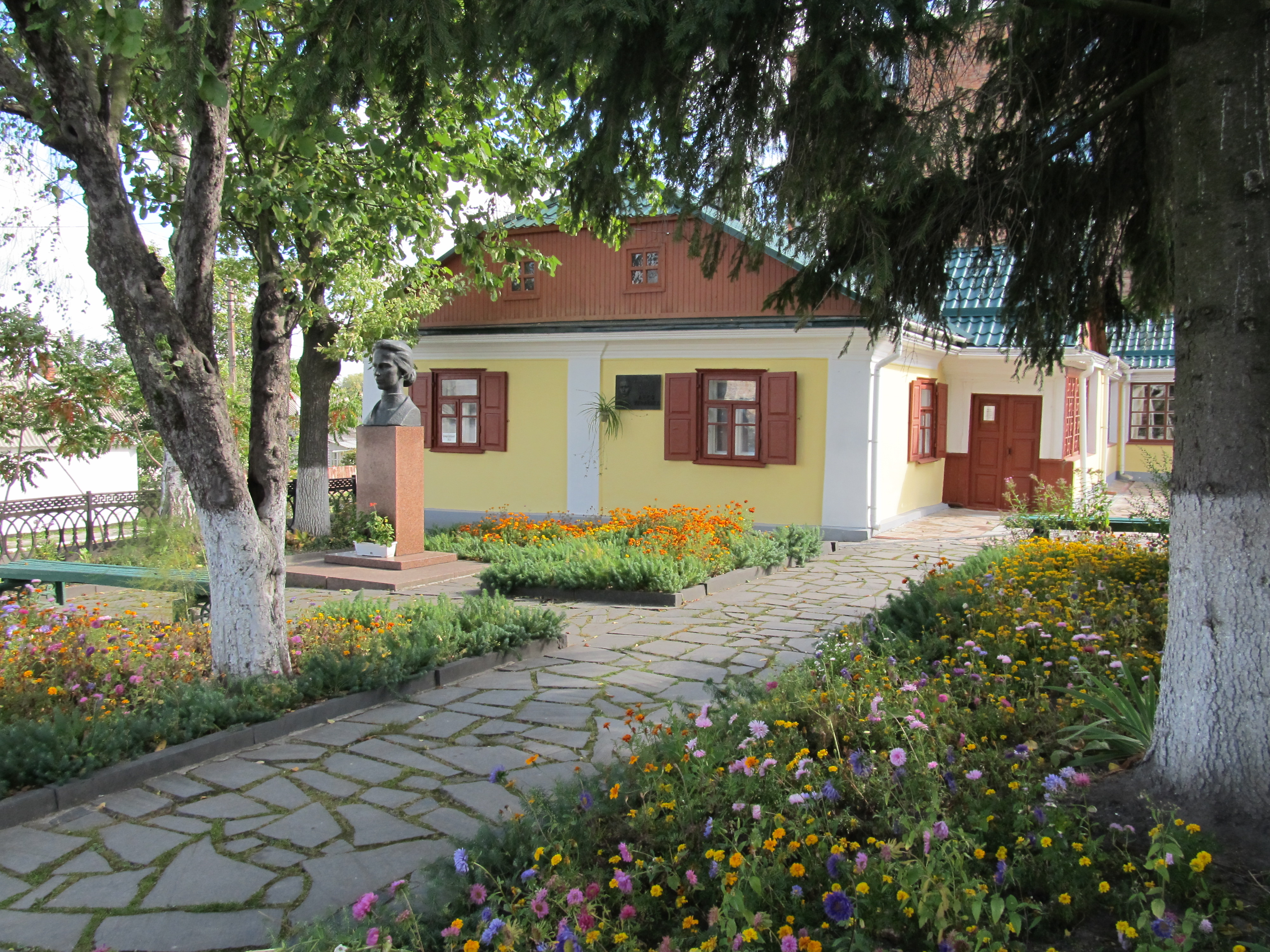
خانه لسیا اوکراینکا
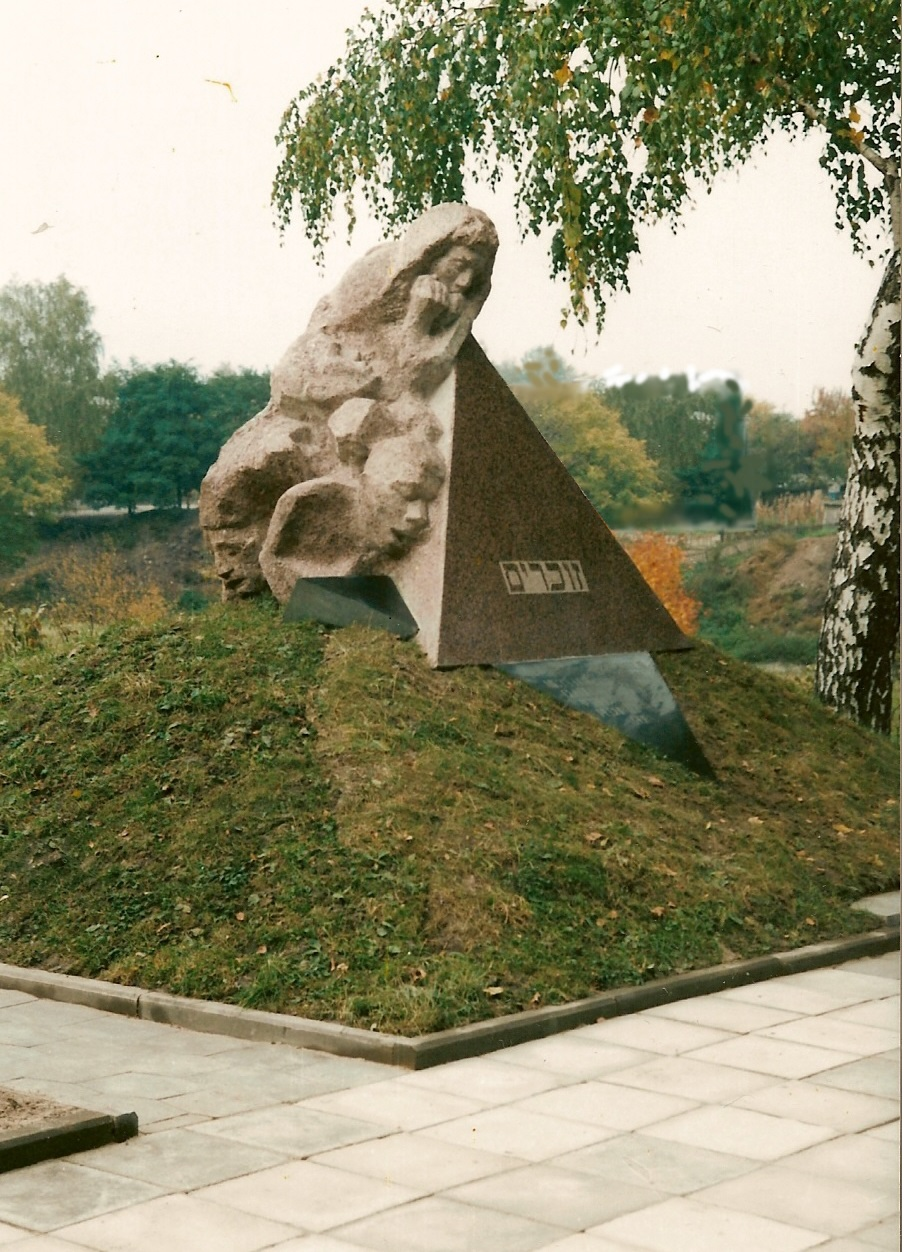
نماد هولوکاست
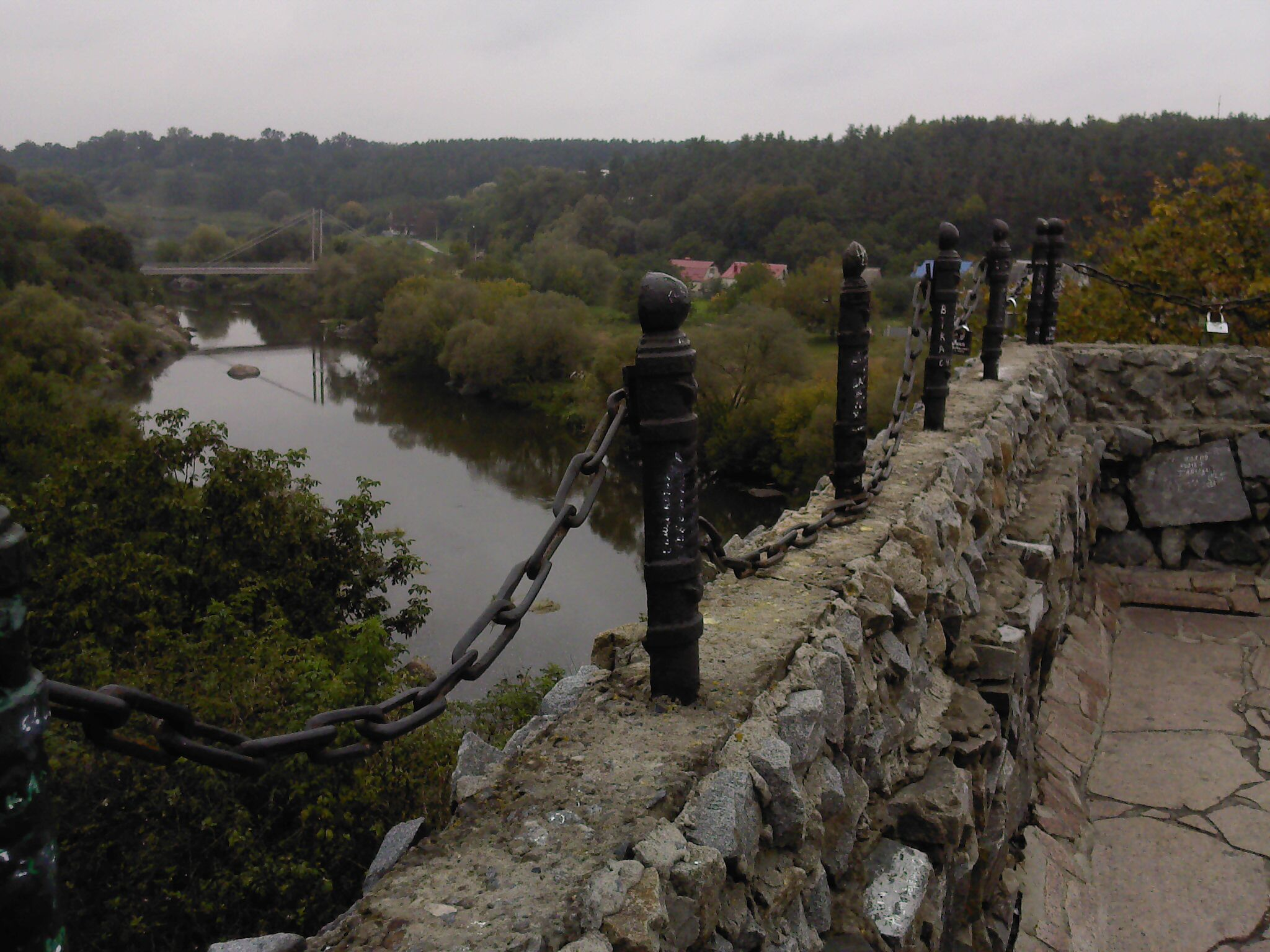
قلعه نووهراد بر فراز رودخانه اسلوچ